# The New Pollution
«The New Pollution» — песня Бека. Она была представлена на его альбоме Odelay, а также выпущена синглом. Песня семплирует сингл «Venus» Джо Томаса.

## Музыкальное видео
Музыкальное видео было снято Беком. На нём содержатся визуальные отсылки к музыкальным клипам французского певца Сержа Генсбура на «Monsieur William» и Histoire de Melody Nelson.
В записи клипа приняла участие актриса Мэри Линн Райскаб.
Музыкальное видео было номинировано в категориях «лучшее видео года», «лучшее альтернативное видео», «лучшая режиссура», «лучшая хореография» и «лучшая работа художника-постановщика» на премии MTV Video Music Awards 1997, выиграв последние три.

## Концертные выступления
По состоянию на 13 января 2019 года Бек исполнил песню в общей сложности 374 раза.

## Список композиций

### US 12" Vinyl
1. «The New Pollution» [LP Version] — 3:39
2. «The New Pollution» [Remix by Mickey P.] — 4:08
3. «The New Pollution» [Remix by Mickey P. & Mario C.] — 3:49
4. «Lemonade» [Previously Unreleased] — 2:22
5. «Richard’s Hairpiece» [«Devil’s Haircut» remix by Aphex Twin] — 3:19

### UK CD Pt. 1
1. «The New Pollution» [LP Version] — 3:42
2. «Richard’s Hairpiece» [Remix by Aphex Twin] — 3:21
3. «Electric Music and the Summer People» — 4:41

### UK CD Pt. 2
1. «The New Pollution» [LP Version] — 3:42
2. «The New Pollution» [Remix by Mario C. and Mickey P.] — 3:51
3. «Lemonade» — 2:21

### Japanese CD (выпущен как«The New Pollution» and Other Favorites)
1. «The New Pollution» [LP Version] — 3:39
2. «The New Pollution» [Remix by Mickey P.] — 4:08
3. «The New Pollution» [Remix by Mario C. & Mickey P.] — 3:49
4. «Richard’s Hairpiece» [Remix by Aphex Twin] — 3:21
5. «Thunderpeel» [Previously Unreleased] — 2:41
  - Версия отличается от версии на Stereopathetic Soulmanure
6. «Lemonade» [Previously Unreleased] — 2:23
7. «.000.000» [Previously Unreleased] — 5:26
8. «Feather In Your Cap» [Previously Unreleased] — 3:45
  - Версию можно найти на саундтреке SubUrbia.

## Участники записи
- Бек: вокальные партии, гитара, бас, клавинет, орган, музыкальное программирование
- The Dust Brothers: музыкальное программирование

## Хит-парады
| Хит-парад (1997)                   | Высшая позиция |
| ---------------------------------- | -------------- |
| Iceland (Íslenski Listinn Topp 40) | 9              |

## Доп. ссылки
- "The New Pollution" Официальное музыкальное видео на YouTube